# Skravena
Skravena (bulgariska: Скравена) är ett distrikt i Bulgarien.   Det ligger i kommunen Obsjtina Botevgrad och regionen Sofijska oblast, i den västra delen av landet, 50 km nordost om huvudstaden Sofia.
I omgivningarna runt Skravena växer i huvudsak lövfällande lövskog. Runt Skravena är det ganska tätbefolkat, med 62 invånare per kvadratkilometer.